# Billy: un amico fantasmico
Billy: un amico fantasmico (Dude, That's My Ghost!) è una serie animata francese prodotta da Alphanim nel 2013 e creata da Jan Van Rijsselberge. È stata trasmessa nel Regno Unito a partire dal 2 febbraio 2013 su Disney XD, mentre in Italia dal 20 giugno 2013 sull'edizione italiana del medesimo canale.

## Trama
Il cartone animato narra di un adolescente di nome Spencer Wright che si trasferisce a Hollywood con la sua famiglia nella casa di un lontano parente, Billy Joe Cobra. Ma solo Spencer sa che la casa è infestata dal fantasma di Billy. Spencer, insieme ai suoi amici Rajeev e Shanila produce filmati su YouTube, utilizzando lo spettro per creare effetti speciali.

## Personaggi
- Spencer Wright: è un quattordicenne appassionato di film horror. È un regista in erba e produce film dell'orrore di poca fama su YouTube. Riesce a vedere Billy indossando il suo plettro come medaglia. In Italia è doppiato da Andrea Oldani.
- Billy Joe Cobra: è un fantasma e lontano cugino di Spencer. In vita era una famosa pop star e riscuote ancora molto successo anche dopo la sua morte. Lo si può vedere solo indossando degli oggetti che gli appartengono. È un po' pazzo, narcisista e adora i dolcetti. Riesce a rendere oggetti, animali e persone mostruosi spargendo su di essi un po' del suo ectoplasma. Le cause della sua morte non sono mai rivelate. In Italia è doppiato da Luca Ghignone.
- Rajeev (detto Rajid): è un amico di Spencer, che lo aiuta nei suoi film. Interpreta sempre personaggi femminili. È innamorato di Lolo senza però essere ricambiato. In Italia è doppiato da Renato Novara.
- Shanila: è un'amica di Spencer e sorella di Rajeev.
- Preside Glenn Ponzi: è il preside della Beverly Beverly High, ha una cotta per la signora Rhanspeld. Come migliore amico ha un uccellino di nome Lorenzo. È un ottimo suonatore del flauto di Pan. Odia Spencer perché lo ritiene un tipo bizzarro. In Italia è doppiato da Mario Brusa.
- Sam Hoover: è un ghostbuster italo-americano che cerca di catturare il fantasma di Billy Joe Cobra per Mrs. X, con pessimi risultati.
- Mallory: è una delle ragazze più belle e popolari della Beverly High. Spencer è innamorato di lei.
- Stevey: è un nerd iper-tecnologico.
- Kleet: è un bullo atletico, che picchia sempre Spencer.
- Jessica Wright: è la sorella minore di Spencer. È una campionessa di arti marziali.
- Hugh Wright: è il padre di Spencer ed è anche un allenatore di cheerleader.
- Jane Wrigth: è la madre di Spencer, è molto brava a cucinare biscotti.
- Bobby: è l'unico fantasma di Billy ed è un nerd egoista.
- Lolo: è la super-diva della scuola e rivale numero uno di Spencer.

## Episodi
La serie è composta da 52 episodi di 11 minuti.
1. L'urlo di Mallory (Scaring Mallory)
2. Il museo di Billy Joe Cobra (The museum of Billy Joe Cobra)
3. Lo studente Billy Joe (Billy Joe the scholar)
4. L'ultimo fan di Billy Joe
5. Il miglior atleta
6. La ponz-aerobica
7. Salviamo gli uccellini
8. Problemi di pelo